# Immenstädter Horn
Das Immenstädter Horn (auch Gerenstein oder kurz Horn genannt) ist ein 1489 m ü. NHN hoher Berg im Südwesten von Immenstadt im Allgäu. Er befindet sich bei den Nagelfluhketten in den Allgäuer Alpen. Wie die umliegenden Berge besteht er aus Nagelfluh. Er ist Teil des internationalen Projekts Naturpark Nagelfluhkette.

## Geographie
Das Immenstädter Horn ist der östlichste Teil des Prodel-Schichtkamms der Allgäuer Nagelfluh-Schichtkämme. Es ist der Hausberg von Immenstadt und grenzt an den Roten Kopf. Der Gipfel liegt im Wald, sodass man von dort aus keinen guten Ausblick hat, allerdings hat man von der sogenannten Kanzel (1106 m ü. NHN) einen guten Blick auf Immenstadt. Man erreicht sie über den recht steilen Aufstieg vom Steigbachtal kommend.

## Bergsturz
Der Bergsturz vom 22. März 2006 auf der Ostseite bedeutete kurzfristig eine Gefahr für die Innenstadt, da sich die Geröllmassen in einer Größenordnung von etwa 150.000 m³ Richtung Steigbachtal bewegten.

## Wanderwege
Von Immenstadt kommend führen die folgenden Wanderwege zum Gipfel:
- Steigbachtal – Kanzel (1106 m) – Gipfel (Dauer ca. 2 Stunden)
- Steigbachtal – Alpe Wildegund (1315 m) – Gipfel (Dauer ca. 2 Stunden)
- Steigbachtal – Alpe Alp (1320 m) – Gipfel (Dauer ca. 2½ Stunden)
- Steigbachtal – Kemptener Naturfreundehaus (1450 m) – Alpe Alp (1320 m) – Gipfel (Dauer ca. 3 Stunden)

Über die folgende Route kann der Berg von Bühl aus bestiegen werden:
- Bühl – Rieder – Alpe Rabennest – Alpe Kessel (1243 m) – Gipfel (Dauer ca. 2½ Stunden)

## Alpen
An den Hängen des Immenstädter Horns befinden sich einige Almen: die Alpe Wildegund (1315 m), die Alpe Alp (1320 m) und die Alpe Kessel (1243 m).

## Bergmesse
Die Hornmesse, eine Bergmesse, findet jährlich Anfang Oktober am Gipfelkreuz des Immenstädter Horns statt. Sie wird von der Bergwacht Immenstadt und dem Pfarrgemeinderat Immenstadt-Bühl-Rauhenzell organisiert und musikalisch von einer Abordnung der Musikkapelle Bühl begleitet.

## Bilder

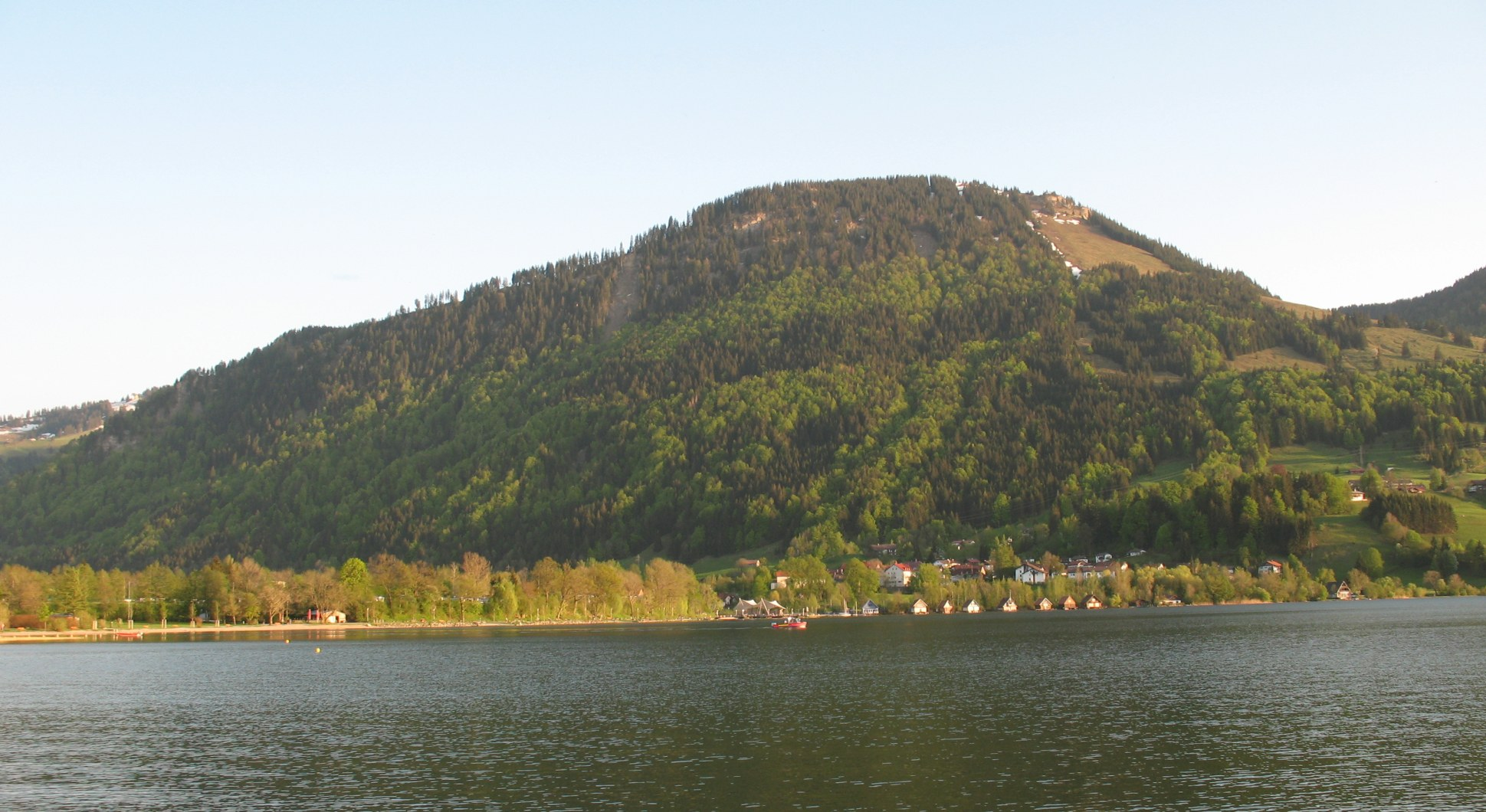
Nordseite mit Großem Alpsee
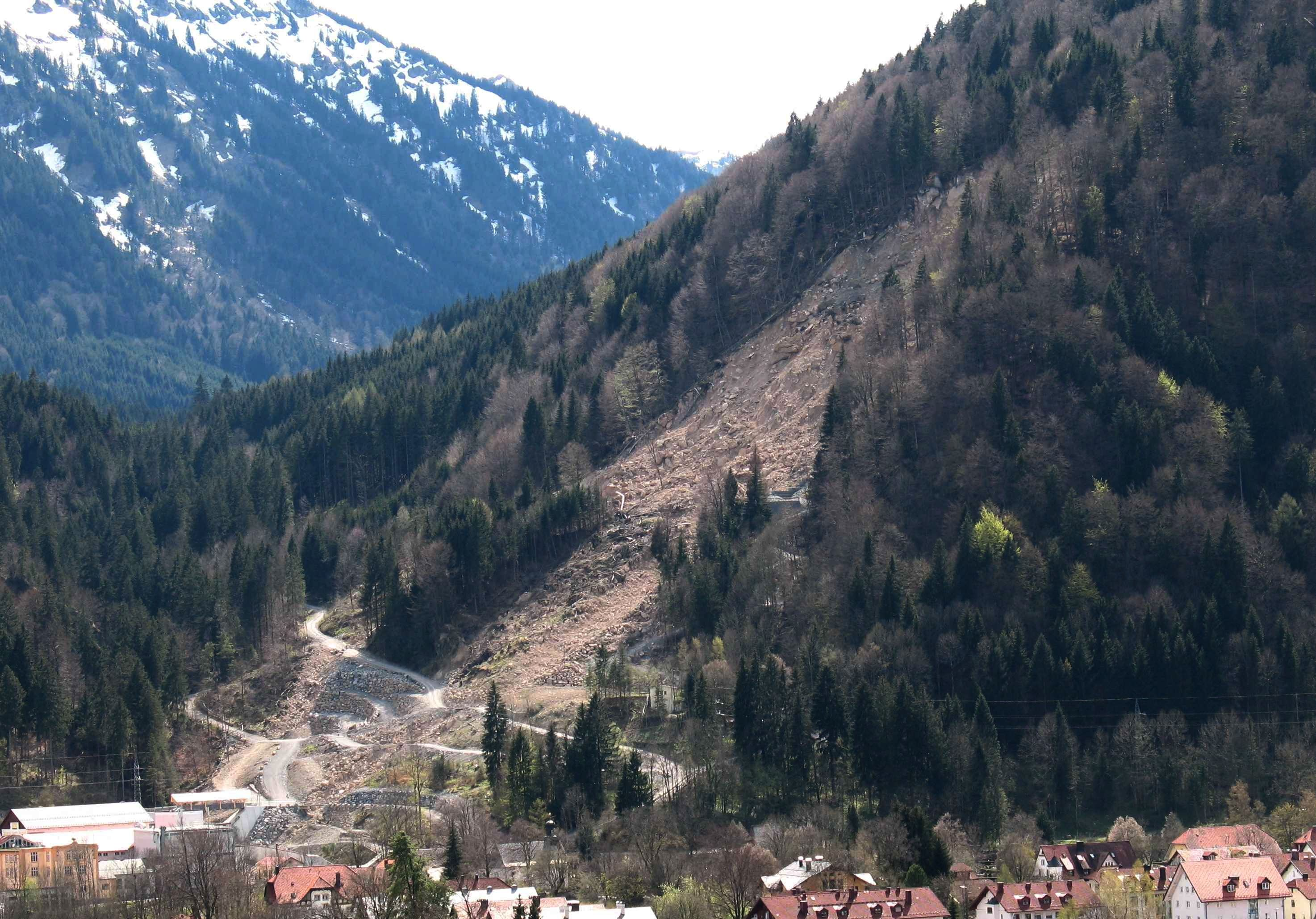
Bergrutsch auf der Ostseite
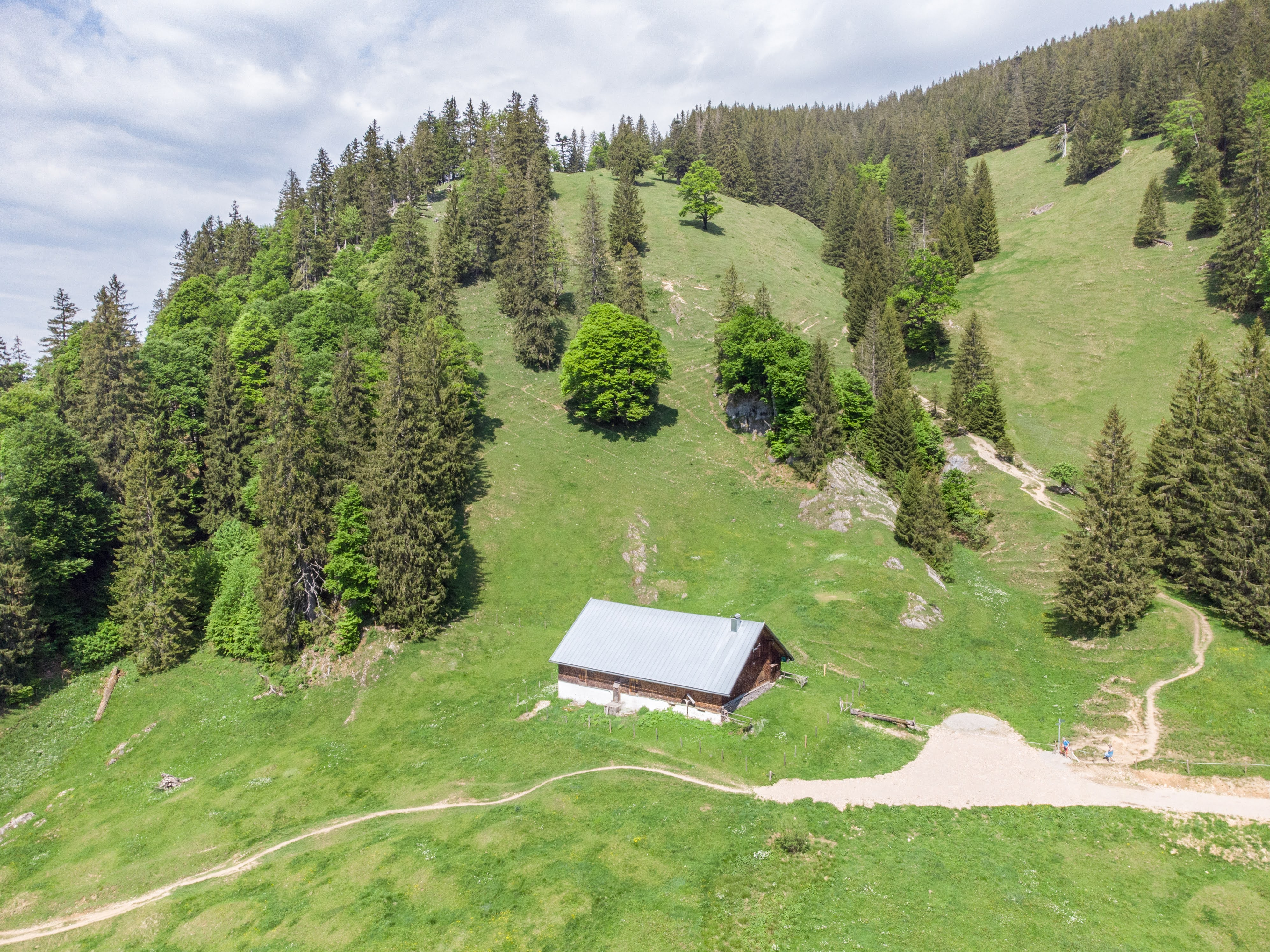
Alpe Kessel mit Blick auf die Westseite
Gipfelkreuz